# Gustav Ludwigson
Gustav Erik Ludwigson (* 20. Oktober 1993 in Härryda) ist ein schwedischer Fußballspieler.

## Karriere
Ludwigson begann mit dem Fußballspielen beim Mölnycke IF, für den er ab 2011 im Erwachsenenbereich auflief. 2015 wechselte er zum Sävedalens IF, der aus der viertklassigen Division 2 abgestiegen war und mit dem er auf Anhieb den Wiederaufstieg schaffte. Dort machte er im Jahr 2017 höherklassig auf sich aufmerksam, als er in 24 Saisonspielen acht Tore erzielte und 13 Torvorlagen gab und daraufhin vom Göteborger Traditionsverein Örgryte IS verpflichtet wurde. Nach ersten Anlaufschwierigkeiten erwies er sich auch beim Zweitligisten als regelmäßiger Torschütze und verlängerte bereits im August 2018 seinen Kontrakt bis Ende 2020. Elf Toren in der Spielzeit 2018 folgten zwölf Tore in der Spielzeit 2019 – beide Male platzierte er sich damit in den Top 10 der Torschützenliste der zweithöchsten Spielklasse. Bereits im Sommer 2019 hatte sich Ludwigson an den Erstligisten Hammarby IF ab der folgenden Spielzeit gebunden. Während die Mannschaft in der Erstliga-Spielzeit 2020 als Tabellenachte nur einen Mittelfeldplatz belegte, wurde er nach 20 Torbeteiligungen, davon neun Saisontore, als vereinsintern bester Spieler der Saison ausgezeichnet. In der Folge verlängerte er Anfang 2021 vorzeitig seinen ursprünglich Ende 2022 auslaufenden Vertrag bis Jahresende 2024. In der anschließenden Spielzeit 2021 traf er auch in der höchsten Spielklasse zweistellig und gehörte mit seinen elf Saisontoren auch hier zu den zehn besten Torschützen der Spielzeit. Außerdem gewann er mit dem nationalen Pokalsieg seinen ersten Titel in der Karriere, im Finale bezwang man den BK Häcken mit 5:4 nach Elfmeterschießen. In der Saison 2022 traf er dann wieder zweistellig (11 Tore) und er erzielte auch seinen ersten internationalen Treffer in der Conference-League-Qualifikation bei der 1:3-Auswärtsniederlage gegen den FK Čukarički. Am 5. Januar 2023 gab dann der amtierende südkoreanische Meister Ulsan Hyundai die Verpflichtung des Spielers bekannt.

## Erfolge
- Schwedischer Pokalsieger: 2021